# Lauren Boebert
Lauren Opal Boebert (de soltera Roberts, 19 de diciembre de 1986) es una política estadounidense, empresaria y activista por los derechos de las armas de fuego que se desempeña como congresista de los Estados Unidos por el 3.º distrito congresional de Colorado desde 2021. Miembro del Partido Republicano, es la primera mujer en representar a su distrito, que cubre la parte occidental del estado, en el Congreso.
Es dueña del Shooters Grill, un restaurante de la ciudad de Rifle, situada en el noroeste del estado de Colorado, donde se alienta a los miembros del personal a que lleven abiertamente armas de fuego. Se postuló como republicana por el 3.º distrito congresional en 2020; derrotó a Scott Tipton en las elecciones primarias y a la candidata demócrata, la ex representante estatal Diane Mitsch Bush, en las generales. Boebert ha expresado su apoyo a algunos elementos propugnados en QAnon, una teoría de la conspiración de extrema derecha, pero también ha afirmado que ella no es seguidora de la teoría.

## Congresista
En diciembre de 2019, Boebert anunció su candidatura para el 3.º distrito congresional de Colorado en las elecciones de 2020, comenzando con un desafío al titular Scott Tipton en las primarias republicanas. Durante su campaña, Boebert criticó a Alexandria Ocasio-Cortez y a otros miembros de "The Squad", posicionándose como una alternativa conservadora a Ocasio-Cortez. Seth Masket, profesor de ciencias políticas en la Universidad de Denver, sugirió que Boebert quería motivar a los votantes republicanos a participar en las primarias durante un ciclo electoral lento al provocar su ira contra Ocasio-Cortez y otros.
Boebert criticó el historial de votaciones de Tipton, que dijo que no reflejaba el tercer distrito. Antes de las primarias, el presidente Donald Trump respaldó a Tipton. Durante la campaña, Boebert caracterizó a Tipton como poco comprensivo con Trump. Lo acusó de apoyar la amnistía para inmigrantes indocumentados al votar por HR 5038, la Ley de Modernización de la Fuerza Laboral Agrícola de 2019, diciendo que la ley tiene una disposición que conduce a la ciudadanía y también proporciona fondos para vivienda a los trabajadores agrícolas indocumentados. Boebert criticó los esfuerzos de Tipton para financiar el Programa de Protección de Cheques de Pago, diciendo que no luchó lo suficiente para obtener más dinero para el programa, que se quedó sin dinero en dos semanas. En su campaña contra Tipton, Boebert recaudó poco más de 150.000 dólares hasta las primarias del 30 de junio.
En una entrevista de mayo de 2020 en un programa web que no apoya a QAnon, Boebert dijo que estaba "muy familiarizada" con la teoría de la conspiración: "Espero que todo lo que he oído de Q sea real porque solo significa que Estados Unidos se está volviendo más fuerte y mejor". QAnon, al que el FBI ha clasificado como una amenaza de terrorismo nacional y al que se ha considerado una secta, es una red de conspiración de extrema derecha. El 6 de julio de 2020, Boebert se pronunció sobre QAnon: "No soy una seguidora. QAnon es muchas cosas para gente diferente. Fui poco clara con lo que dije antes. No me gustan las conspiraciones. Estoy en libertad y la Constitución de los Estados Unidos de América. No soy seguidora".
En lo que Politico describió como un "asombro sorprendente", Boebert ganó la nominación republicana el 30 de junio de 2020, con el 54,6 % de los votos. Fue la primera contendiente en las primarias que derrotó a un representante de Estados Unidos en funciones en Colorado en 48 años, desde que el demócrata Wayne Aspinall perdió ante Alan Merson.  Boebert se ha comprometido a unirse al Freedom Caucus cuando ocupe su asiento en la Cámara.
Boebert se enfrentó a la ex representante estatal demócrata Diane Mitsch Bush, profesora de sociología jubilada de la ciudad de Steamboat Springs (Colorado), durante las elecciones generales de noviembre. Boebert acusó a Mitsch Bush de tener una "agenda socialista" y dijo que creía que su plataforma "impondría más control por parte del gobierno". A finales de julio, se consideraba a Boebert la favorita. Una encuesta realizada en septiembre y pagada por el PAC de la mayoría demócrata en la Cámara de Michael Bloomberg tenía a Mitsch Bush por delante en un punto porcentual. El 3 de noviembre, Boebert derrotó a Mitsch Bush, 51,27 % contra 45,41 %. Boebert recaudó 2,4 millones de dólares y Mitsch Bush 4,2 millones. Los grupos republicanos gastaron más de 5 millones de dólares. Los grupos demócratas gastaron casi 4 millones. Boebert centró su campaña electoral general en los derechos de armas, la energía y la Constitución.

### Posesión
El 1 de enero de 2021, Boebert escribió a la presidenta de la Cámara de Representantes, Nancy Pelosi y al líder de la minoría de la Cámara, Kevin McCarthy, una carta que fue firmada por otros miembros del Congreso y miembros electos, pidiendo que la ley de 1967 que exime a los miembros del Congreso de una prohibición del Capitolio sobre armas de fuego permanecen en su lugar, lo que les permite seguir portando armas. En noviembre de 2020, Boebert dijo que tenía la intención de portar un arma de fuego mientras trabajaba en Washington D. C. Recogió las firmas de otros 82 miembros, incluidos Dan Crenshaw, Jim Jordan, Mo Brooks, Markwayne Mullin y miembros electos como Victoria Spartz e Yvette Herrell. Después de que Pelosi emitiera el nuevo conjunto de reglas, la exención de 1967 permaneció en las reglas de la Cámara.
El 5 de enero, mientras Boebert caminaba por los detectores de metales de Capitol Hill recién instalados, se apagaron y ella se negó a revisar el equipaje. Luego entró al Capitolio. Ella hizo lo mismo el 6 de enero, negándose a detenerse para revisar la varita después de que activó el detector de metales. Boebert llamó a los detectores de metales "sólo otro truco político de la presidenta Pelosi". Un perfil de Boebert de The New York Times caracterizó sus acciones como "un momento hecho para Twitter que deleitó a la extrema derecha". El artículo decía que, aunque solo había estado en el Congreso unos días, "ya organizó varios episodios que mostraban su estilo de desafío de extrema derecha como teórica de la conspiración" y que ella "representa una facción entrante del partido para quien romper las reglas, y ganar notoriedad por hacerlo, es exactamente el punto ".

### Asalto del Capitolio
El 5 de enero, el día antes del asalto al Capitolio de los Estados Unidos de 2021, Boebert tuiteó: "Recuerda estas próximas 48 horas. Estos son algunos de los días más importantes de la historia de Estados Unidos". El 6 de enero, en las horas previas al ataque al Capitolio, Boebert tuiteó: "Hoy es 1776", en referencia a la Declaración de Independencia durante la Guerra de Independencia. Durante el recuento de los votos del Colegio Electoral, Boebert se opuso al recuento de los votos de Arizona en un discurso ante la sesión conjunta del Congreso. Ella dijo: "Los miembros que están hoy aquí y aceptan los resultados de este esfuerzo partidista concentrado, coordinado por los demócratas, donde cada voto fraudulento anula el voto de un estadounidense honesto, se han puesto del lado de la izquierda extremista".
Los políticos demócratas acusaron a Boebert y a su colega Doug Lamborn de "alentar la violencia" durante el asalto al Capitolio de los Estados Unidos el 6 de enero. Mientras el Capitolio estaba bajo asalto, Boebert publicó información en Twitter sobre la respuesta de la policía y la ubicación de los miembros, incluido que la presidenta Nancy Pelosi había abandonado la cámara; se le ha exigido que dimita por poner en peligro la seguridad de los miembros.
El director de comunicaciones de Boebert renunció el 16 de enero en respuesta a los hechos del 6 de enero.